# Trinchera de Schliemann

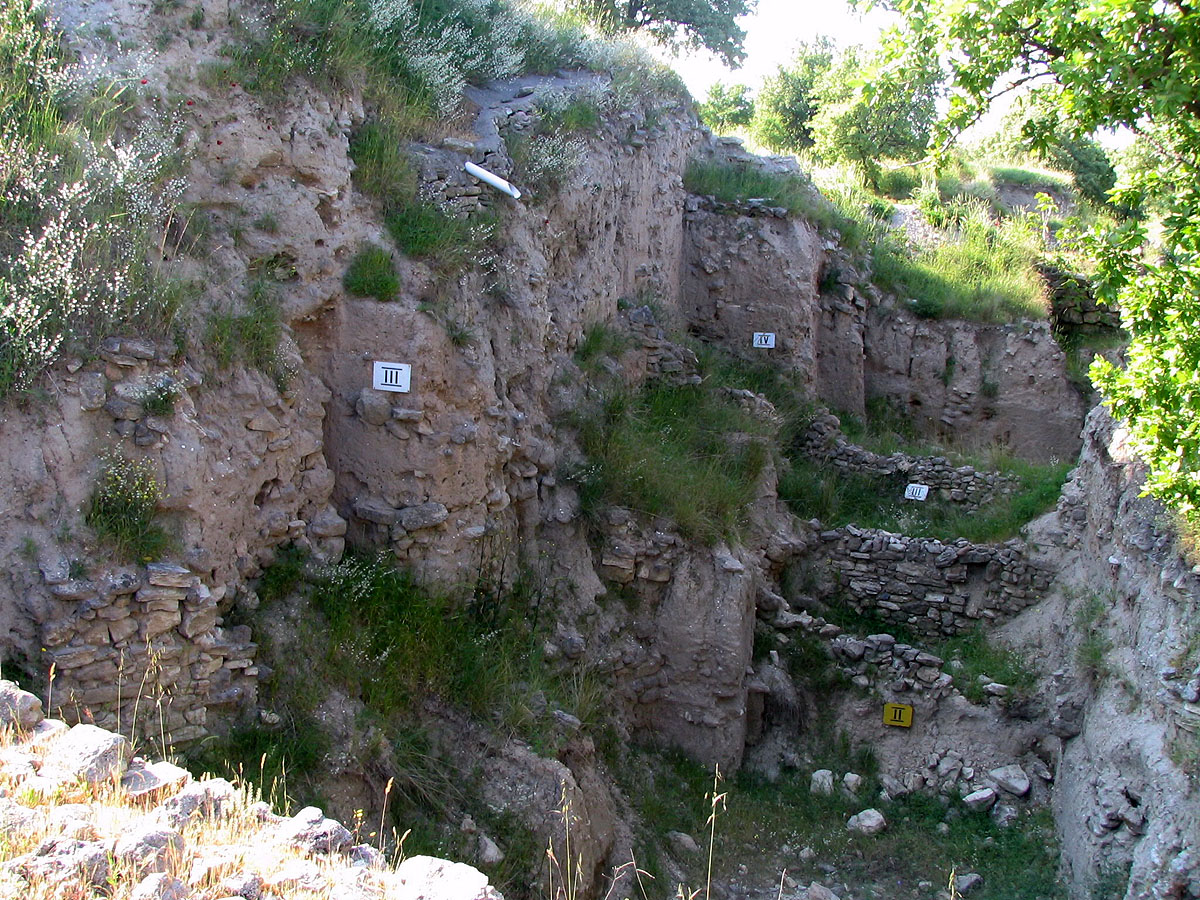
La trinchera de Schliemann, vista en 2012.

La Trinchera de Schliemann (a veces denominada Gran Trinchera de Schliemann) es el nombre comúnmente dado a un corte de 17 metros (55,8 pies) cortado en el costado de Hisarlik, Turquía, entre 1871 y 1890 por Heinrich Schliemann en su búsqueda de las ruinas de Troya. Al cavar esta trinchera, Schliemann destruyó una gran parte del sitio.

## Excavación de la trinchera

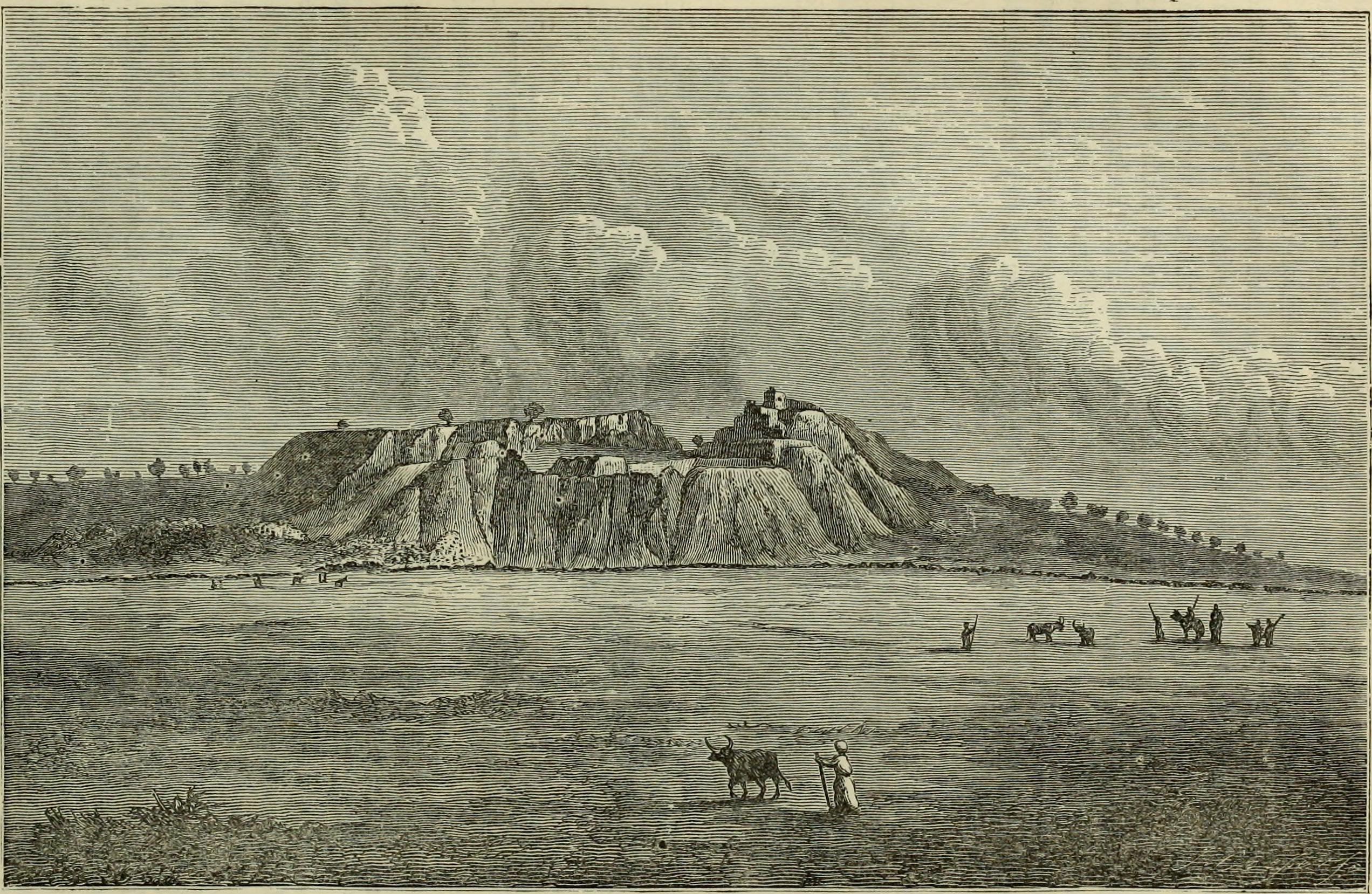
Una representación de Hisarlik, del libro Ilios (1880) de Schliemann. La muesca en la cima de la colina es la «Trinchera de Schliemann».

En octubre – noviembre de 1871, Heinrich Schliemann comenzó «oficialmente» a excavar el sitio excavando en el lado norte de Hisarlik. Schliemann regresó al sitio en abril de 1872 con arietes y molinetes, excavando un área de 70 metros (229,7 pies) de ancho entre la trinchera que había cavado en 1871 y las trincheras excavadas anteriormente por Frank Calvert. Por esta época, Schliemann también amplió su trinchera de norte a sur, extendiéndola claramente hasta el extremo sur de la colina. En medio de esta trinchera norte-sur, Schliemann cavó más profundamente hasta encontrar un lecho de roca, descubriendo en el proceso los restos de dos ciudadelas separadas (paredes IIb y IIc), que creía que eran la «Torre de Ilión».
En febrero de 1873, Schliemann continuó las excavaciones en la parte noreste de Hisarlik y comenzó nuevas excavaciones en el lado sureste de la colina. Durante esta temporada, Schliemann descubrió la parte suroeste de las murallas de la ciudadela de Troya II, así como la Puerta FM, su rampa asociada y edificios que Schliemann creía que eran los restos del palacio de Príamo. Schliemann regresaría al sitio en 1878 y 1879 (durante los cuales concentró la mayor parte de su atención en despejar el medio de la colina y profundizar su trinchera norte-sur), 1882 (durante el cual, entre otras cosas, continuó profundizando el trinchera norte–sur), y 1890 (cuando centró la mayor parte de su atención en excavar las partes expuestas de la ciudadela de Troya II).
Después de que cesaron las excavaciones de Schliemann, la trinchera de 17 metros (55,8 pies) de profundidad de norte a sur se convirtió en una característica notable del sitio, y todavía es visible hasta el día de hoy. La trinchera se cita a menudo como un ejemplo de la inexperiencia de Schliemann, ya que al excavar a través de Hisarlik hasta llegar al lecho de roca, Schliemann destruyó gran parte del sitio, «haciendo así un sitio enormemente complejo, más complejo aún».